# Marek (metropolita Szubra al-Chajma)
Marek (ur. 2 stycznia 1944 w Kairze) – duchowny Koptyjskiego Kościoła Ortodoksyjnego, od 1992 biskup Szubra al-Chajma.

## Życiorys
Początkowo był mnichem w monasterze św. Paisjusza. Święcenia kapłańskie przyjął 9 października 1978. Sakrę biskupią otrzymał 2 czerwca 1985 jako biskup Al-Kaljubijji. 14 czerwca 1992 został mianowany biskupem Szubra al-Chajma. 25 listopada 2018 został podniesiony do godności metropolity. 2 grudnia 2018 podczas wizyty w Arabii Saudyjskiej odprawił pierwszą w historii tego kraju Mszę Świętą.